# Gemeentebelangen Putten
Gemeentebelangen Putten is een lokale onafhankelijke politieke partij in Putten. Gemeentebelangen Putten is al bijna 40 jaar vertegenwoordigd in de lokale politiek. 

## Gemeenteraad
Gemeentebelangen Putten behaalde bij de laatste gemeenteraadsverkiezingen in 2018 bijna 17% van de stemmen. Hiermee verkreeg de partij 3 zetels in de gemeenteraad van Putten.